# Christophe Gauthier (cyclisme)
Pour l'historien français, voir Christophe Gauthier. Pour les homonymes, voir Gauthier.
Christophe Gauthier (né le 24 juin 1973 à Fontainebleau) est un coureur cycliste français, professionnel de 1999 à 2001.

## Biographie
Après plusieurs victoires chez les amateurs, Christophe Gauthier devient coureur professionnel en 1999 dans l'équipe Besson Chaussures-Nippon-Hodo,, créée sur la structure du club Besson Chaussures. Durant cette saison, il remporte une étape du Tour de Lleida et termine troisième d'une étape de la Mi-août bretonne, quatrième d'une étape du Tour de la Somme et sixième du Tour du Japon. En 2000, il se classe sixième d'une étape du Tour de Hesse.
Après la disparition de son équipe, il est recruté par Saint-Quentin-Oktos en 2001. Quatrième d'une étape du Tour de Beauce, il n'est cependant pas conservé par ses dirigeants en 2002. Il redescend alors chez les amateurs,.

## Palmarès
- 1995
  - 3e du Critérium de Terrebourg
- 1996
  - Circuit des Deux Ponts
  - Semaine Cantalienne
  - 2e de Paris-Vierzon
  - 3e du Tour du Loiret
- 1997
  - Grand Prix Christian Fenioux
  - 2e du Grand Prix de Tours
- 1998
  - Circuit des Communes de la Vallée du Bédat
  - Grand Prix des Cannes amateurs
  - Grand Prix de La Londe-les-Maures
  - 1re étape du Tour de la Porte Océane
  - 2e de la Flèche finistérienne
  - 2e du Tour de la Porte Océane
- 1999
  - 1re étape du Tour de Lleida
- 2002
  - Blois-Vailly
  - 1re étape du Tour de Seine-et-Marne
  - Grand Prix des Foires d'Orval
  - 2e de Dijon-Auxonne-Dijon
  - 2e du Tour du Loiret
  - 2e du Tour du Canton de Châteaumeillant